# Marol, Haveri
Marol là một làng thuộc tehsil Haveri, huyện Haveri, bang Karnataka, Ấn Độ.